# Jak stracić chłopaka w 10 dni
Jak stracić chłopaka w 10 dni (ang. How to Lose a Guy in 10 Days) – niemiecko-amerykańska komedia romantyczna z 2003 roku w reżyserii Donalda Petriego, zrealizowana na podstawie książki Michele Alexander i Jeannie Long.

## Obsada
- Kate Hudson jako Andie Anderson
- Matthew McConaughey jako Benjamin Barry
- Adam Goldberg jako Tony
- Thomas Lennon jako Thayer Beekman
- Michael Michele jako Spears
- Shalom Harlow jako Green
- Robert Klein jako Warren
- Bebe Neuwirth jako Lana
- Kathryn Hahn jako Michelle
- Annie Parisse jako Jeannie
- Samantha Quan jako Lori
- Liliane Montevecchi jako pani DeLauer
- Celia Weston jako Glenda
- David Macniven jako Francis
- Justin Peroff jako Mike
- Bill Kotsatos jako Kelner

## Fabuła
Andie Anderson pracuje w redakcji pisma „Composure”. Wpada na pomysł napisania artykułu na temat „Jak stracić chłopaka w 10 dni”. Pomysł ten ma być autentyczny. Postanawia znaleźć odpowiedniego mężczyznę, rozkochać go w sobie, a następnie przetestować na nim błędy, które popełniają kobiety. Ma na to jedynie 10 dni. Mężczyzną tym staje się przystojny Benjamin Barry, który nie chce już zajmować się promocją sprzętu sportowego i przechodzi na branżę diamentową. Chcąc awansować, zakłada się ze swoim szefem o to, iż poderwie i rozkocha w sobie wybraną kobietę w 10 dni. Drogi głównych bohaterów krzyżują się tylko i wyłącznie w wyniku intrygi. W ten sposób zaczyna się seria wielu śmiesznych sytuacji. Andie za wszelką cenę chce zniechęcić do siebie Benjamina, ten jednak nie daje za wygraną. Na ich drodze pojawia się wiele przeszkód. Sprawy wymykają się spod kontroli. Mała intryga zamienia się w wielką miłość.

## Odbiór krytyczny
Film otrzymał w większości negatywne recenzje; serwis Rotten Tomatoes na podstawie opinii ze 148 recenzji przyznał mu wynik 42%.